# Giacomo Fiorenza
Giacomo Fiorenza (Firenze, 17 luglio 1970) è un musicista e produttore discografico italiano.

## Biografia
Inizia la carriera musicale come bassista negli anni ottanta, suonando in alcuni gruppi locali e fondando nel 1992 i Mirabilia, con cui realizza alcuni singoli in vinile e tre album.
Durante la metà degli anni novanta segue ad un corso di tecnico del suono ed comincia a lavorare come fonico. Nel 1991 insieme ad Ale Di Gangi crea la Sleepin' Corporate, centro operativo del progetto Mirabilia ed etichetta indipendente. Nel 1995 apre a Firenze lo studio di registrazione Alpha Earthbase (trasferitosi nel 2000 a Bologna, con il nome Alpha Dept).
Ha prodotto diverse band del panorama musicale italiano, fra cui Giardini di Mirò, Yuppie Flu, Paolo Benvegnù, Marco Parente, Offlaga Disco Pax, Moltheni.
Nel 1999, insieme a Daniele Rumori e Matteo Agostinelli, crea l'etichetta discografica Homesleep Music di cui fa parte fino al 2004.
Nel 2007, dopo un'esperienza di management per alcuni gruppi indipendenti, fonda, con Emiliano Colasanti, l'etichetta discografica 42 Records. Dal 2005 suona il basso nel progetto Moltheni.

## Produzioni
- Mirabilia - MondoMirabilia

- Giardini di Miró - Rise And Fall Of Academic Drifting

- Mirabilia - How You Can Change Your Life

- Midwest - Town And Country

- Micevice - Stop Here: Love Store

- Yuppie Flu - Days Before The Day

- Giardini Di Mirò - Punk… Not Diet!

- Paolo Benvegnù - Piccoli Fragilissimi Film

- …A Toys Orchestra - Cuckoo Boohoo

- El Muniria - Stanza 218

- GoodMorningBoy - Hamlet Machine

- Yuppie Flu - Toast Masters

- Offlaga Disco Pax - Socialismo Tascabile
- Midwest - Whatever You Bring We Sing
- Les Fauves - Our Dildo Can Change Your Life
- Les Fauves - N.A.L.T. 1
- København Store - Action, Please!
- Fake P - Fake P
- Moltheni - I Segreti Del Corallo

## Collaborazioni e registrazioni
Those Are Not My Bongos Fuck - Terje Nordgarden - Rodeo Massacre Ulan Bator - Splendore Terrore Moltheni - Like A Smoking Gun In Fron Of Me Franklin Delano - Neve Ridens Marco Parente - Footprints Through Snow Ant - Ventilator Blues Mosquitos - G Malibu Stacy - Toilette Memoria Moltheni - Tra Tutto E Niente Alibia - Technicolor Dreams A Toys Orchestra - Bleu Endura - Io Non Sono Come Te Moltheni - Infedele Colapesce